# Mujeres al borde de un ataque de nervios
Mujeres al borde de un ataque de nervios es una película española dirigida por Pedro Almodóvar en 1988 y protagonizada por Carmen Maura. En 1988 fue ganadora de cinco Premios Goya de los 16 a los que optaba, entre ellos a Mejor Película y Mejor Actriz para Carmen Maura y candidata en los Premios Óscar a Mejor película internacional. Durante 1988 fue vista por 1 784 697 espectadores en España, siendo la segunda película más vista, por detrás del El Último Emperador, y obtuvo una recaudación en este país durante 1988 y 1989 de 912 592 487 pesetas (5 485 384 €), constituyendo la película española más taquillera durante esos años.

## Argumento
Pepa e Iván son una pareja sentimental, ambos dedicados al doblaje de películas. Iván rompe con ella y Pepa descubre que está embarazada. Decide entonces buscarlo para decírselo.
Iván estuvo casado anteriormente con Lucía, que enloqueció y fue internada en un psiquiátrico. Lucía finge estar curada para salir del psiquiátrico y volver con Iván, descubriendo que este se ha separado de ella.
Carlos, el hijo de Lucía e Iván, busca un piso con su novia, Marisa, y van a dar precisamente con el ático de Pepa. Allí, Carlos descubre que Pepa es la amante de su padre. Marisa, por su parte, toma un vaso de gazpacho del frigorífico de Pepa, sin saber que está lleno de somníferos, por lo que cae dormida.
Candela es una amiga de Pepa que llega a su casa en busca de ayuda, después de haber mantenido una relación con un terrorista chiita.
Pepa se entrevista con una abogada feminista, Paulina Morales, que no acepta el caso de Candela y sospecha que es Pepa la que está involucrada con los terroristas. Pepa descubre en el despacho de la secretaria de la abogada un billete de avión para Estocolmo, aunque ella aún no sabe que ese es el avión que pensaban secuestrar los terroristas.
Lucía se presenta en casa de Pepa para exigirle que deje a su marido en paz y sale en dirección al aeropuerto para matar a Iván, del que ya sabe que se va en avión con Paulina Morales. Tras una persecución por las calles de Madrid, Pepa llega al aeropuerto a tiempo para evitar que Lucía dispare a Iván. Pepa por fin puede hablar con Iván, aunque ya no le importa contarle lo que quería decirle.

## Reparto
- Carmen Maura como Pepa Marcos
- Antonio Banderas como Carlos
- Julieta Serrano como Lucía
- Rossy de Palma como Marisa
- María Barranco como Candela
- Kiti Mánver como Paulina Morales
- Fernando Guillén como Iván
- Guillermo Montesinos como taxista
- Loles León como secretaria
- Ana Leza como Ana
- Chus Lampreave como Chus
- Eduardo Calvo como padre de Lucía
- Mary González como madre de Lucía
- Ángel de Andrés López como policía
- Joaquín Climent como policía del anuncio

## Recepción
La cinta, de 1988, fue la séptima película del director Pedro Almodóvar y supuso una nueva etapa en su cinematografía, que conllevó un abandono relativo del modelo iniciado en 1980 con Pepi, Luci, Bom y otras chicas del montón, que se había caracterizado por sus elementos transgresores, casi underground, con situaciones y personajes esperpénticos e hiperbólicos. Mujeres al borde de un ataque de nervios, por el contrario, abrió el acceso a nuevos elementos propios de la posmodernidad, reflejando los cambios sociales que se estaban produciendo en la sociedad española, aunque la cinta sigue reteniendo un mundo propio de Almodóvar, un tanto atípico, que prolongaría en toda su carrera. Así, la ciudad de Madrid es clave en el film, como lo había sido, en sus anteriores películas, pero se muestra de manera diversa a como se hizo en los anteriores largometrajes. Puede resultar ilustrativo de esta transición el cambio de escenario desde su anterior película, un piso de 60 m² en un barrio humilde de ¿Qué he hecho yo para merecer esto? al lujoso ático, en pleno centro de Madrid, de esta película. Este film también significó el reconocimiento internacional de su mundo creativo. La cinta fue bien recibida por la crítica, considerada como una comedia al uso con guion trabajado y un buen elenco de actores.

## Premios y nominaciones
National Board of Review - 1988
| Categoría                 | Nominada                  | Resultado |
| ------------------------- | ------------------------- | --------- |
| Mejor Película Extranjera | Mejor Película Extranjera | Ganadora  |
| TOP Películas Extranjeras | TOP Películas Extranjeras | Ganadora  |

Premios Oscar de la Academia de Cine de Hollywood - 1989
| Categoría                 | Nominada                  | Resultado |
| ------------------------- | ------------------------- | --------- |
| Mejor Película Extranjera | Mejor Película Extranjera | Nominada  |

Premios BAFTA - 1990
| Categoría                          | Nominada                           | Resultado |
| ---------------------------------- | ---------------------------------- | --------- |
| Mejor Película de Habla No Inglesa | Mejor Película de Habla No Inglesa | Nominada  |

Globos de Oro - 1989
| Categoría                 | Nominada                  | Resultado |
| ------------------------- | ------------------------- | --------- |
| Mejor Película Extranjera | Mejor Película Extranjera | Nominada  |

Premios Goya - 1989
| Categoría                     | Nominada                      | Resultado |
| ----------------------------- | ----------------------------- | --------- |
| Mejor Película                | Mejor Película                | Ganadora  |
| Mejor Guion Original          | Pedro Almodóvar               | Ganador   |
| Mejor Actriz                  | Carmen Maura                  | Ganadora  |
| Mejor Actriz de reparto       | María Barranco                | Ganadora  |
| Mejor Actriz de reparto       | Julieta Serrano               | Nominada  |
| Mejor Actor de reparto        | Guillermo Montesinos          | Nominado  |
| Mejor Dirección de Producción | Esther García                 | Nominada  |
| Mejor Fotografía              | José Luis Alcaine             | Nominado  |
| Mejor dirección artística     | Félix Murcia                  | Nominado  |
| Mejor Montaje                 | José Salcedo                  | Ganador   |
| Mejor diseño de vestuario     | José María de Cossío          | Nominado  |
| Mejor maquillaje y peluquería | Jesús Moncusi y Gregorio Ross | Nominados |
| Mejor sonido                  | Gilles Ortion                 | Nominado  |
| Mejores efectos especiales    | Reyes Abades                  | Nominado  |
| Mejor música original         | Bernardo Bonezzi              | Nominado  |

Premios del Cine Europeo - 1988
| Categoría                 | Nominada             | Resultado |
| ------------------------- | -------------------- | --------- |
| Mejor Película Joven      | Mejor Película Joven | Ganadora  |
| Mejor Actriz              | Carmen Maura         | Ganadora  |
| Mejor dirección artística | Félix Murcia         | Nominado  |

Círculo de Críticos Cinematográficos de Nueva York - 1988
| Categoría                 | Nominada                  | Resultado |
| ------------------------- | ------------------------- | --------- |
| Mejor Película Extranjera | Mejor Película Extranjera | Ganadora  |

Asociación de Cronistas de Espectáculos de Nueva York - 1989
| Categoría               | Nominada       | Resultado |
| ----------------------- | -------------- | --------- |
| Mejor Actriz de reparto | María Barranco | Ganadora  |
| Mejor Actriz de reparto | Rossy de Palma | Nominada  |

Festival Internacional de Cine de Venecia - 1988
| Categoría                               | Nominada        | Resultado |
| --------------------------------------- | --------------- | --------- |
| Mejor Argumento y Guion Cinematográfico | Pedro Almodóvar | Ganador   |
| Premio CIAK Mejor Actriz                | Carmen Maura    | Ganadora  |

Premio David di Donatello - 1989
| Categoría                 | Nominada        | Resultado |
| ------------------------- | --------------- | --------- |
| Mejor director extranjero | Pedro Almodóvar | Ganador   |

Fotogramas de Plata - 1989
| Categoría            | Nominada         | Resultado |
| -------------------- | ---------------- | --------- |
| Mejor Actriz de cine | Carmen Maura     | Ganadora  |
| Mejor Actriz de cine | María Barranco   | Nominada  |
| Mejor Actriz de cine | Chus Lampreave   | Nominada  |
| Mejor actor de cine  | Antonio Banderas | Ganador   |

Premios Sant Jordi de Cinematografía - 1989
| Categoría                                    | Nominada                                     | Resultado |
| -------------------------------------------- | -------------------------------------------- | --------- |
| Premio del Público a Mejor película española | Premio del Público a Mejor película española | Ganadora  |
| Mejor actriz de cine                         | María Barranco                               | Ganadora  |

Sociedad Nacional de Críticos de Cine de Estados Unidos - 1989
| Categoría                     | Nominada        | Resultado |
| ----------------------------- | --------------- | --------- |
| Premio Especial               | Pedro Almodóvar | Ganador   |
| Mejor Actriz - segundo premio | Carmen Maura    | Ganadora  |

Sindicato Nacional Italiano de Periodistas de Cine - 1989
| Categoría                                  | Nominada        | Resultado |
| ------------------------------------------ | --------------- | --------- |
| Nastro d'Argento mejor director extranjero | Pedro Almodóvar | Ganador   |

Premios De Película (TVE) - 1989
| Categoría      | Nominada        | Resultado |
| -------------- | --------------- | --------- |
| Mejor Película | Mejor Película  | Ganadora  |
| Mejor director | Pedro Almodóvar | Ganador   |
| Mejor actriz   | Carmen Maura    | Ganadora  |

Premios Onda Madrid - 1988
| Categoría               | Nominada        | Resultado |
| ----------------------- | --------------- | --------- |
| Mejor Película          | Mejor Película  | Ganadora  |
| Mejor director          | Pedro Almodóvar | Ganador   |
| Mejor actriz            | Carmen Maura    | Ganadora  |
| Mejor actriz de reparto | María Barranco  | Ganadora  |

Festival Internacional de Cine de Toronto - 1988
| Categoría          | Nominada        | Resultado |
| ------------------ | --------------- | --------- |
| Premio del Público | Pedro Almodóvar | Ganador   |

Festival Internacional de Cine de Comedia de Benicarló - 1989
| Categoría                                                   | Nominada                                                    | Resultado |
| ----------------------------------------------------------- | ----------------------------------------------------------- | --------- |
| Mejor Película Comedia Española de la Década de los Ochenta | Mejor Película Comedia Española de la Década de los Ochenta | Ganadora  |

Premios Orson Welles USA - 1989
| Categoría                               | Nominada        | Resultado |
| --------------------------------------- | --------------- | --------- |
| Mejor Autor del año en habla no inglesa | Pedro Almodóvar | Ganador   |

Asociación de Escritores Cinematográficos de Andalucía (ASECAN) - 1988
| Categoría               | Nominada                | Resultado |
| ----------------------- | ----------------------- | --------- |
| Mejor Película Española | Mejor Película Española | Ganadora  |

Revista Premiere USA - 1988
| Categoría                 | Nominada                  | Resultado |
| ------------------------- | ------------------------- | --------- |
| Mejor Película Extranjera | Mejor Película Extranjera | Ganadora  |

Premios Claqueta de Radio Miramar de Barcelona - 1988
| Categoría                           | Nominada                            | Resultado |
| ----------------------------------- | ----------------------------------- | --------- |
| Mejor Película Española del Público | Mejor Película Española del Público | Ganadora  |

## Festivales
- XIX Semana de Cine Español de Mula (España), 2007
- Ciclo de Cine Español en el Festival de Cine de Taipéi (Taiwán), 2004
- Ciclo de Cine Español en la Cinemateca de Viena (Austria), 2004 – Cinematografías del Mediterráneo
- Muestra de Cine Español Reciente en la American Cinemateca de Hollywood (EE. UU.), 2004
- Festival de Cine Español de Nueva Delhi (India), 2003
- Retrospectiva de Pedro Almodóvar en la Cineteca de Milán (Italia), 2003
- Instituto de Cine de Irlanda (Irlanda), 2003
- Semana de Cine Español de Damasco (Siria), 1998
- Semana Cultural de España en Vilnius (Lituania), 1998
- Cine Español en la EXPO=98 de Lisboa (Portugal), 1998
- Muestra de cine español en Abiyán (Costa de Marfil), 1998
- Muestra de Cine en El Museo de Múnich 1990 (Alemania)
- Festival Internacional de Cine de Hong Kong, 1989
- Semana Internacional de Cine de Valladolid (España), 1989
- Cineteca Real de Bruselas (Bélgica), 1988
- Festival Internacional de Cine de Nueva York (EE. UU.), 1988
- Festival Internacional de Cine de Toronto (Canadá), 1988
- Festival Internacional de Cine de Venecia (Italia), 1988
- Festival Internacional de Cine de Viena (Austria), 1988

## Comentarios
Fue la primera vez que dos actrices de una misma película optaron al premio Goya a la mejor actriz de reparto. La película obtuvo 16 candidaturas, logrando finalmente el Goya en cinco apartados.
La terminología "ataque de nervios" se suele referir de manera literal, especialmente en la denominación en inglés "Nervous Breakdown", a una patología psicológica para la que hay una asociación literaria con la histeria y una asociación científica con el estrés postraumático, pero en el título original en español tiene más bien que ver con frases coloquiales de aquella época, como estar "atacada/o de los nervios", propias de algunas ciudades de España, y muy en particular de un sector de la cultura gay, donde en tono humorístico, jocoso, o incluso irónico, se hace referencia a ciertos grados de estrés (producidos por una sucesión de hechos extraordinarios que alteran la actividad rutinaria y el normal comportamiento de las personas) que desembocan en lo que popularmente se conoce en España como "berrinche" o "el perder los papeles", bastante habitual y que no necesita de ningún cuadro médico.

## Adaptaciones
El éxito internacional de la película, y la admiración que Almodóvar suscitaba entre varias actrices de Hollywood, hizo que pronto surgieran rumores sobre una nueva versión en idioma inglés. Se dijo que Jane Fonda había adquirido los derechos para tal proyecto, y se rumoreaba que ella podría protagonizarlo junto a Julia Roberts y otras estrellas; pero el filme no se hizo realidad.
La cadena de televisión Fox anunció el 24 de abril de 2009 que preparaba una teleserie sobre la película. Según reseñas de entonces, estaría rodada en inglés y estaría producida por el propio Almodóvar, muy implicado en el proyecto, y la guionista de Grey's Anatomy y Shark, Mimi Schmir, que ya estaba escribiendo el guion del episodio piloto de una hora.
Según Schmir: «Será un drama suburbano sobre un grupo de mujeres que se conocen desde hace tiempo, quizá desde el colegio, que están en la mitad de sus vidas y miran cómo será la segunda parte de su vida».[cita requerida] Este proyecto no llegó a realizarse.
En 2010 se realizó una adaptación teatral en Broadway. El estreno se produjo a finales de ese año, con tibias críticas, y en enero de 2011 cesaron las funciones. Posteriormente, con correcciones en el guion, la adaptación teatral se estrenó en Londres, con una mejor acogida.